# كينتارو ميورا
كينتارو ميورا (باليابانية: 三浦 建太郎) مواليد 11 يوليو 1966 في تشيبا، هو مانغاكا ياباني. معروف بمانغا الفنتازيا المظلمة بيرسيرك نشرها سنة 1989 ولا تزال مستمرة حتى الآن. في عام 2002 نال جائزة أوسامو تيزوكا الثقافية لافضل مانغاكا عن عمله بيرسيرك.

## الحياة المهنية
ولد كينتارو ميورا في مدينة تشيبا بمحافظة تشيبا باليابان عام 1966. وفي عام 1976 ، عندما كان في العاشرة من عمره، قام ميورا بعمل أول مانجا بعنوان (Miuranger)، تم نشرها لزملائه في الفصل الدراسي؛ انتهى المطاف بالمانجا لتشمل 40 فصل. في عام 1977 ، ابتكر ميورا المانجا الثانية له بعنوان (Ken e no michi)، باستخدام الحبر الهندي لأول مرة. عندما كان في المدرسة الإعدادية عام 1979 ، تحسنت تقنيات الرسم لدى ميورا بشكل كبير حيث بدأ في استخدام تقنيات الرسم الاحترافية. نُشر كتابه الأول دوجينشي بمساعدة الأصدقاء في مجلة عام 1982.
في نفس العام، في عام 1982 ، التحق ميورا بمنهج فني في المدرسة الثانوية، حيث بدأ هو وزملاؤه في نشر أعمالهم في كتيبات مدرسية، بالإضافة إلى نشر أول ديجينشي في مجلة من إنتاج المعجبين. عمل ميورا في سن 18 كمساعد جوجي موريكاوا، مؤلف مانغا هاجيمي نو إيبو الشهيرة. اعترف موريكاوا بسرعة بالمستوى الفني العالي لميورا ورفضه، قائلاً إنه لا يوجد شيء يمكنه تعليمه لم يكن ميورا يعرفه بالفعل. في عام 1985 ، تقدمت ميورا لامتحان القبول في كلية الفنون في جامعة نيهون. قدم مشروعه (Futanabi) للفحص وحصل على القبول. تم ترشيح هذا المشروع لاحقًا لأفضل مؤلف جديد في مجلة شونن الأسبوعية. نُشر أول عمل متسلسل له، (Noa) ، في المجلة، لكنه لم ينجح. في عام 1988 ، أثناء العمل مع برونسون في مشروع بعنوان (Orō)  ، نشر ميورا نموذجًا أوليًا لـ بيرسيرك في شركة النشر هاكسينشا. احتل هذا النموذج الأولي المكون من 48 صفحة المرتبة الثانية في جائزة الكوميك كون السابعة للمانغا. بدأ تسلسل بيرسيرك بالنشر في هاكوسينشا في عام 1989. 
نمت شهرة ميورا بعد أن تم نشر مانغا بيرسيرك ولاقت ذروة شهرتها في عام 1992 بإصدار مجلد قصة «العصر الذهبي» وفي النهاية حققت السلسلة نجاحًا هائلاً، مما جعله أحد أبرز فناني المانجا المعاصرين.  منذ ذلك الوقت يكرس ميورا نفسه فقط للعمل على بيرسيرك. ومع ذلك، فقد أشار إلى أنه ينوي نشر المزيد من المانجا في المستقبل.
في عام 1997 ، أشرف ميورا على إنتاج 25 حلقة من أنمي بيرسيرك والتي تم بثها في نفس العام على شبكة تلفزيون نيبون. كما تم إصدار العديد من الكتب الفنية والمواد التكميلية التي كتبها ميورا بناءً على بيرسيرك. منذ ذلك الوقت، امتدت مانغا بيرسيرك إلى 40 مجلد دون نهاية في الأفق. أنتجت السلسلة أيضًا مجموعة كاملة من البضائع، سواء الرسمية منها أو من صنع المعجبين، بدءًا من التماثيل وشخصيات الحركة إلى حلقات المفاتيح وألعاب الفيديو ولعبة بطاقات التداول.

## الوفاة
في 20 مايو 2021 ، أعلنت هاكسينشا أن كينتارو ميورا قد توفي في 6 مايو 2021 بسبب الإصابة بتسلخ الأبهر الحاد. أقامت عائلته مراسيم عزاء خاص. قدم العديد من فناني المانجا التعازي، بما في ذلك جورج موريكاوا، هيرو ماشيما، كين أكاماتسو، ماكوتو يوكيمورا، أتسوشي أوكوبو. كما قدم سوسومو هيراساوا، ملحن المسيقى التصويرية لسلسلة الأنمي التلفزيوني المقتبس من المانغا عام 1997 بيرسيرك، والمغني يوشينو نانجو تعازيهما. واجتمع الآلاف من اللاعبين عبر الإنترنت معًا في لعبة فاينل فانتسي 14 حدادًا على ميورا، حيث لعب العديد منهم دور فئة «فارس الظلام»، والتي كانت مستوحاة بشكل كبير من بطل المانغا في بيرسيرك «غاتس».

## الأرث
أسس ميورا واحدة من أكثر المانجا مبيعًا على الإطلاق وأكثرها مديحًا من قبل النقاد،  أثرت سلسلة بيرسيرك على وسط المانجا وما بعده، بحيث أنه من الصعب المبالغة في تقدير التأثير الهائل الذي أحدثه عمله بيرسيرك على العالم من الألعاب والمانجا والأفلام والأنيمي وحتى الأدب ". ألهمة صورة بطل المانغا الرئيسي "غاتس" وسيفه الضخم في تصميم العديد من الشخصيات مثل كلاود سترايف في السلسلة فاينل فانتازي 7 ودانتي من سلسلة ديفل ماي كراي، والهمة بصورة مباشرة من حيث الوحوش والاجواء عالم سلسلة دارك سولز.
استشهد فنانو المانغا، بما في ذلك مؤلف مانغا صاحب التعاويذ الأزرق  ومؤلف مانغا هجوم العمالقة هاجيمي إيساياما، ميورا وبيرسيرك بوصفهما من الأعمال التي الهمتهم في أعمالهم الخاصة.

## وصلات خارجية
- كينتارو ميورا على موقع IMDb (الإنجليزية)
- كينتارو ميورا على موقع روتن توميتوز (الإنجليزية)
- كينتارو ميورا على موقع ألو سيني (الفرنسية)
- كينتارو ميورا على موقع ميوزك برينز (الإنجليزية)
- كينتارو ميورا على موقع ديسكوغز (الإنجليزية)
- كينتارو ميورا على موقع قاعدة بيانات الفيلم (الإنجليزية)
- كينتارو ميورا على موقع ليتربوكسد (الإنجليزية)
- كينتارو ميورا على موقع كينوبويسك (الروسية)
- كينتارو ميورا على موقع ANN person (الإنجليزية)